# Сквечиньский, Пётр
Пётр Сквечиньский (пол. Piotr Skwieciński; родился 1 мая 1963 года, Варшава, Польша) — польский историк, журналист, публицист и дипломат, с 2023 посол в Армении.

## Биография
Закончил исторический факультет Варшавского университета. В 2006—2009 гг. был генеральным директором Польского Агентства Печати (PAP), затем работал собкором газеты «Жечпосполита» в Москве. С 2013 по 2019 года был постоянным автором еженедельника «В сети» (W Sieci).
С 1 марта 2019 по 2022 директор Польского культурного центра в Москве. С 2023 посол в Армении.

## Награды и премии
- Заслуженный деятель культуры Польши (2000).[5]
- Получил от президента рыцарский крест ордена Возрождения Польши (2010).[6]